# Zespół szybu Maciej

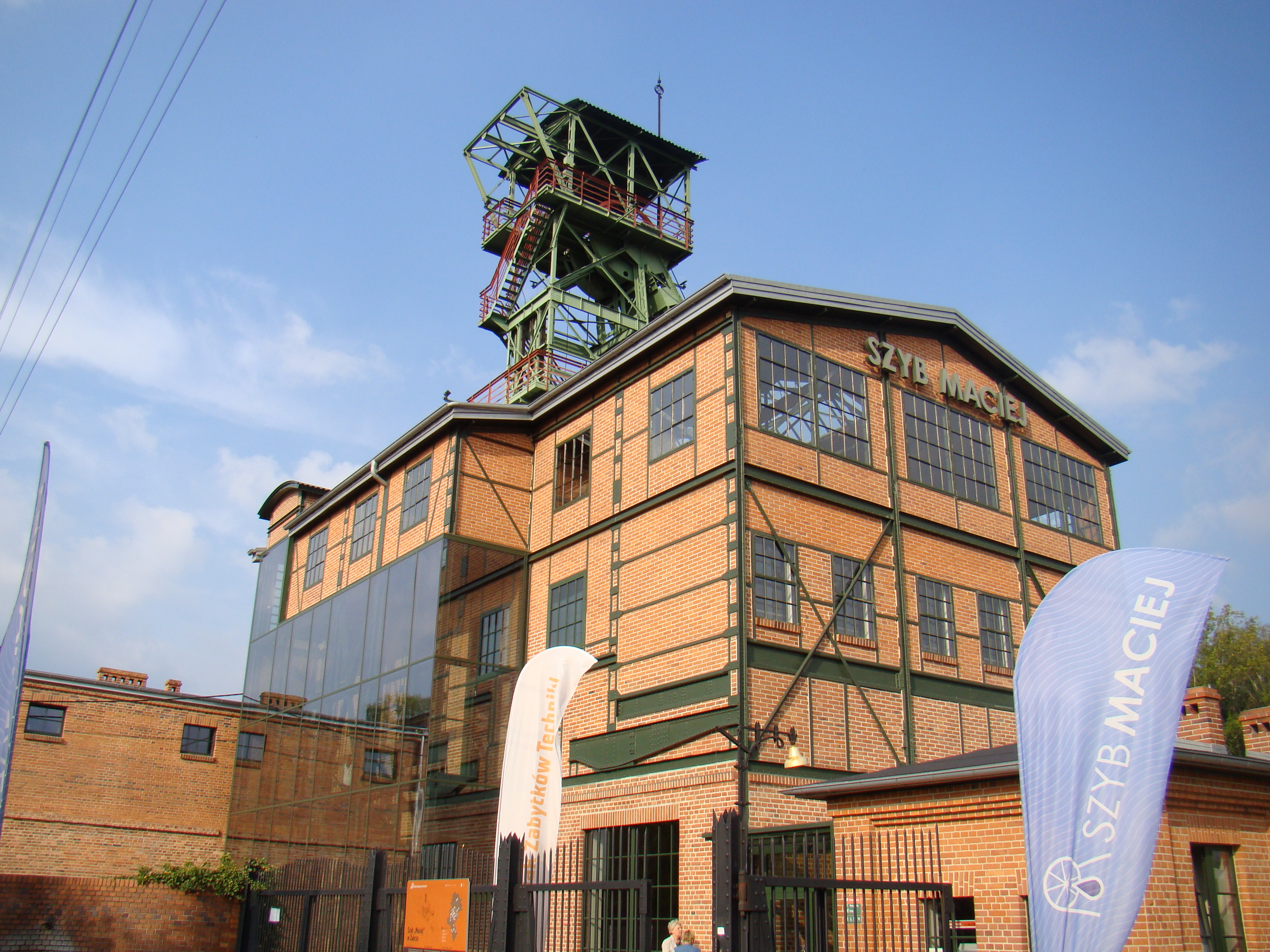
Szyb Maciej w 2014 roku

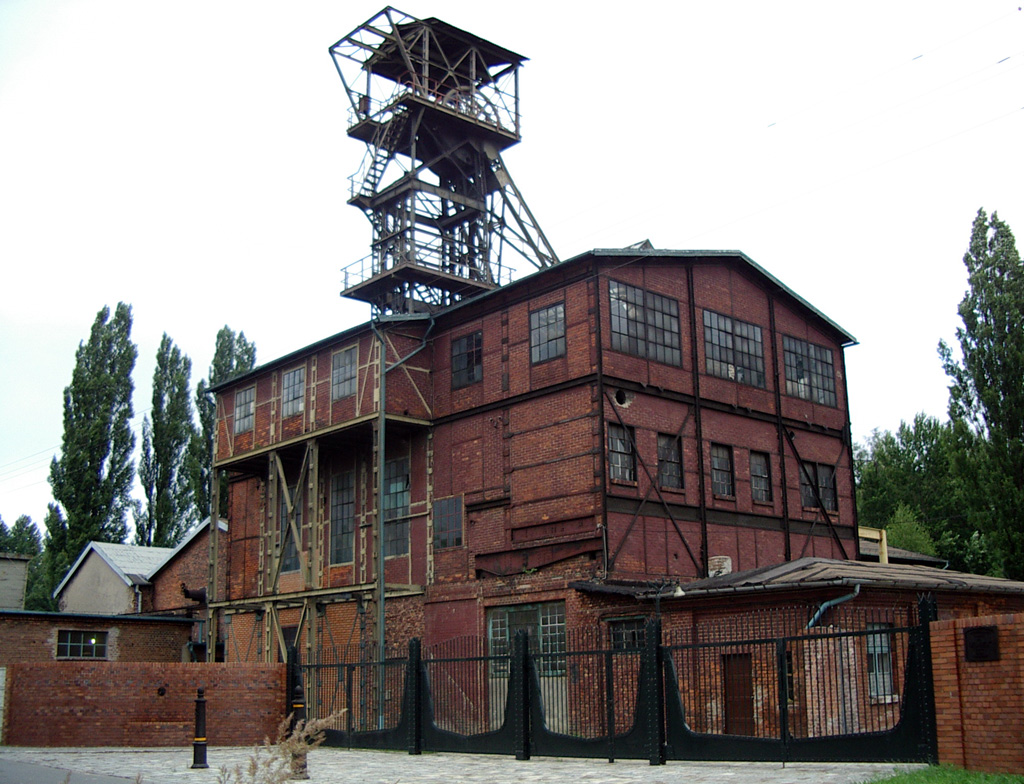
Szyb przed renowacją w 2005 roku

Zespół szybu Maciej – zespół budynków dawnej Kopalni Węgla Kamiennego Concordia z I połowy XX wieku w Zabrzu-Maciejowie oraz zwałowisko skały płonnej z lat 1915-1970, wpisane do rejestru zabytków nieruchomych województwa śląskiego.
W skład zespołu wchodzą:
- budynek nadszybia z wieżą wyciągową,
- budynek maszynowni z maszyną i wyposażeniem,
- budynek wagowni, obecnie portiernia,
- budynek odżelaziacza,
- budynek dawnej kuźni i magazynu chemicznego,
- zespół wentylatora, obecnie warsztat i magazyn, wybudowany w latach 1922-23,
- budynek rozdzielni 6kV, wybudowany w latach 1955-1956,
- zwałowisko skały płonnej, które powstawało w latach 1915-1970

Zespół jest udostępniony do zwiedzania. Atrakcją szybu jest m.in. dwubębnowa maszyna wyciągowa firmy Siemens-Schuckertwerke.
Obecnie znajduje się na Szlaku Zabytków Techniki Województwa Śląskiego.